# دان دان
دان دان (بالإنجليزية: Dan Dunn)‏ هو رسام أمريكي، ولد في 1957.

## وصلات خارجية
- الموقع الرسمي